# Andrew Balbirnie
Andrew Balbirnie (* 28. Dezember 1990 in Dublin, Irland) ist ein irischer Cricketspieler, der seit 2010 für die irische Nationalmannschaft spielt.

## Kindheit und Ausbildung
Balbirnie durchlief das irische Jugendsystem. So war er Teil der Mannschaft bei der ICC U19-Cricket-Weltmeisterschaft 2008 und ihr Kapitän bei der ICC U19-Cricket-Weltmeisterschaft 2010.

## Aktive Karriere

### Anfänge in der Nationalmannschaft
Sein Debüt in der Nationalmannschaft gab er im Juli 2010 in der ICC World Cricket League Division One 2010 gegen Schottland. Jedoch konnte er sich zunächst nicht etablieren und fiel nach dem Turnier aus dem Team. Erst 2014 kam er wieder in dieses zurück. Nach guten Leistungen bei der Tour gegen Schottland und bei einem Drei-Nationen-Turnier in den Vereinigten Arabischen Emiraten erhielt er die Nominierung für den Cricket World Cup 2015. Dort konnte er gegen Südafrika mit 58 Runs und Simbabwe mit 97 Runs jeweils ein Half-Century erzielen. Im Sommer 2015 bestritt er gegen Schottland sein erstes Twenty20. Im Frühjahr 2016 wurde er zwar für den ICC World Twenty20 2016 nominiert, spielte dort jedoch kein Spiel.
Im März 2017 erzielte er in den Vereinigten Arabischen Emiraten (58* Runs) und gegen Afghanistan (85* Runs) jeweils ein Fifty. Im Januar 2018 erzielte er bei einem Drei-Nationen-Turnier in den Vereinigten Arabischen Emiraten gegen den Gastgeber sein erstes Century über 102 Runs aus 109 Bällen. Im darauffolgenden Spiel gegen Schottland wurde er für sein Fifty über 67 Runs als Spieler des Spiels ausgezeichnet. Beim ICC Cricket World Cup Qualifier 2018 in Simbabwe konnte er mit 105 Runs aus 146 Bällen ein weiteres Century gegen Schottland erreichen. Im Mai 2018 war er gegen Pakistan Teil des ersten Tests für die irische Mannschaft, schied aber in beiden Innings ohne Runs aus. Bei einem Drei-Nationen-Turnier in den Niederlanden im Juni 2018 erzielte er ein Fifty über 74 Runs gegen Schottland. Im August 2018 erreichte er gegen Afghanistan zwei Half-Century (55 und 60 Runs).

### Aufstieg zum Kapitän
Bei einem Vier-Nationen-Turnier im Oman erzielte er gegen die Niederlande ein Fifty über 83 Runs. Beim Gegenbesuch in der indischen Ausweich-Heimstätte für Afghanistan erreichte er im dritten ODI ein Century über 145* Runs 136 Bällen und im fünften Spiel ein Fifty über 68 Runs. Dafür wurde er als Spieler der Serie ausgezeichnet. Beim Test der Tour erzielte er ein Fifty über 82 Runs im zweiten Innings. Der Sommer 2019 begann er mit einem Century über 135 Runs aus 124 Bällen bei einem heimischen Drei-Nationen-Turnier gegen die West Indies. Im Juli folgte ein weiteres Century über 101 Runs aus 112 Bällen gegen Simbabwe. Beim Test in England konnte er mit 55 Runs ein weiteres Fifty erzielen. Er beendete die Saison bei einem heimischen Drei-Nationen-Turnier mit einem Fifty über 64 Runs gegen Schottland.
Beim ICC Men’s T20 World Cup Qualifier 2019 erzielte er gegen Hongkong ein Half-Century über 70 Runs. Daraufhin übernahm er von William Porterfield die Rolle des Kapitäns. Im Januar 2020 reiste er mit dem irischen Team in die West Indies und erzielte dabei ein Fifty über 71 Runs im dritten ODI. Im Sommer 2020 erfolgte dann in England im dritten ODI ein Century über 113 Runs aus 112 Bällen. Bei der Tour in den Vereinigten Arabischen Emiraten im Januar 2021 erzielte er ein Fifty über 53 Runs. Im Sommer 2021 begann er mit einem Half-Century über 63* Runs in den Niederlanden. Gegen Südafrika konnte er dann im ersten ODI ein Fifty (65 Runs) und im zweiten ODI ein Century über 102 Runs aus 117 Bällen erreichen. Beim ICC Men’s T20 World Cup 2021 war seine beste Leistung 41 Runs gegen Sri Lanka.
Bei der Tour in den West Indies erzielte er ein Half-Century über 71 Runs. Bei einem Vier-Nationen-Turnier im Oman erzielte er im Februar 202 ein Fifty über 75* Runs gegen den Gastgeber. Im Saison 2022 erreichte er gegen Indien (60 Runs) und Afghanistan (51 Runs) jeweils ein Fifty.